# Sonny Clark
Conrad Yeatis Clark, detto Sonny (Herminie, 21 luglio 1931 – New York, 13 gennaio 1963), è stato un pianista e compositore statunitense di musica jazz.
Profondamente influenzato da Bud Powell, Sonny Clark fu uno dei più significativi protagonisti dell'hard bop. Oltre agli influssi provenienti dal pianismo di Powell, si colgono spunti delle tecniche di Horace Silver e di Hampton Hawes.

## Biografia
La sua carriera professionale iniziò in California dove nel 1953 si esibì con Wardell Gray; in seguito collaborò con il bassista Oscar Pettiford e poi si unì alla band di Buddy DeFranco sostituendo Kenny Drew, e con DeFranco effettuò la sua prima trasferta nel continente europeo. Nel 1956 fece parte dei Lighthouse All Stars di Howard Rumsey.
Trasferitosi a New York City, nel 1957, accompagnò la cantante Dinah Washington; in breve divenne accompagnatore musicale richiestissimo in sala di registrazione, dove suonò in moltissimi album per artisti come Donald Byrd, Jackie McLean, Art Farmer, Hank Mobley, Art Taylor e John Coltrane, solo alcuni fra i tanti con cui collaborò.
Ebbe una breve carriera solistica come band leader e nel trio con Paul Chambers al basso e Philly Joe Jones alla batteria nella formazione più famosa. 
Tra i suoi albums da citare: Dial "S" for Sonny (1957), My Conception (1959) che vide alla batteria Art Blakey, Sonny's Crib (1957) con la partecipazione di John Coltrane, Cool Struttin' (1958), Blues in the Night (1958), Blues Mambo (1960), Leapin' and Lopin' (1962).
Ricoverato per problemi legati alla sua tossicodipendenza verso la fine del 1962, morì a New York nel gennaio 1963, alcuni giorni dopo aver lasciato l'ospedale. Sebbene la causa ufficiale sia stata archiviata come attacco cardiaco, fu probabilmente una overdose di eroina a mettere fine alla sua vita.

## Discografia
Come Leader
- 1954 - The Sonny Clark Memorial Album
- 1955 - Oakland 1955
- 1957 - Dial "S" for Sonny
- 1957 - Sonny's Crib
- 1957 - Sonny Clark Trio
- 1958 - Sonny Clark Quintets
- 1958 - Cool Struttin'
- 1958 - The Art of the Trio
- 1958 - Blues in the Night
- 1959 - My Conception
- 1960 - Sonny Clark Trio
- 1962 - Leapin' and Lopin'